# اتيلا توران
اتيلا توران (10 أبريل 1992 في فرنسا - ) (بالفرنسية: Atila Turan)‏ هو لاعب كرة قدم فرنسي وتركي في مركز الدفاع. شارك مع منتخب فرنسا تحت 16 سنة لكرة القدم ومنتخب فرنسا تحت 17 سنة لكرة القدم ومنتخب فرنسا تحت 18 سنة لكرة القدم ومنتخب فرنسا تحت 19 سنة لكرة القدم ومنتخب تركيا تحت 21 سنة لكرة القدم. أما مع النوادي، فقد لعب مع أوردو سبور وسبورتينغ لشبونة وستاد ريمس ونادي بيرا مار ونادي غرونوبل ونادي قاسم باشا.

## وصلات خارجية
- اتيلا توران على موقع الاتحاد الأوربي (الإنجليزية)
- اتيلا توران على موقع اتحاد تركيا (لاعب) (الإنجليزية)
- اتيلا توران على موقع رابطة كرة القدم الفرنسية للمحترفين (الإنجليزية)
- اتيلا توران على موقع قاعدة بيانات كرة القدم.إي يو (الإنجليزية)
- اتيلا توران على موقع ليكيب (الفرنسية)
- اتيلا توران على موقع ناشيونال فوتبول تيمز (الإنجليزية)
- اتيلا توران على موقع Soccerway.com (الإنجليزية)
- اتيلا توران على موقع عالم كرة القدم.نت (الإنجليزية)
- اتيلا توران على موقع AS.com (الإسبانية)